# (33942) 2000 LA36
2000 LA36 (asteroide 33942) é um asteroide da cintura principal. Possui uma excentricidade de 0.21173650 e uma inclinação de 3.59357º.
Este asteroide foi descoberto no dia 1 de junho de 2000 por LONEOS em Anderson Mesa.